# 郵貯銀行
郵貯銀行（日语：／ Yūcho ginkō */?）是日本郵政旗下負責經營銀行事業的子公司，同時是日本郵政民營化後的三大郵政事業公司之一，成立於2007年10月1日，主要繼承原日本郵政公社的郵政儲金業務（日本稱為「郵便貯金」）。總部位於東京大手町的大手町PLACE，總行則位於東京丸之內的JP塔。截至2011會計年度為止，存款總額達175兆日圓、總資產則約196兆日圓，是日本乃至於世界上擁有最多存款的金融機構；在日本全國擁有234處營業據點，與瑞穗銀行並列為僅有兩家在日本所有都道府縣完成展店的銀行。2015年IPO價格1450日圓。

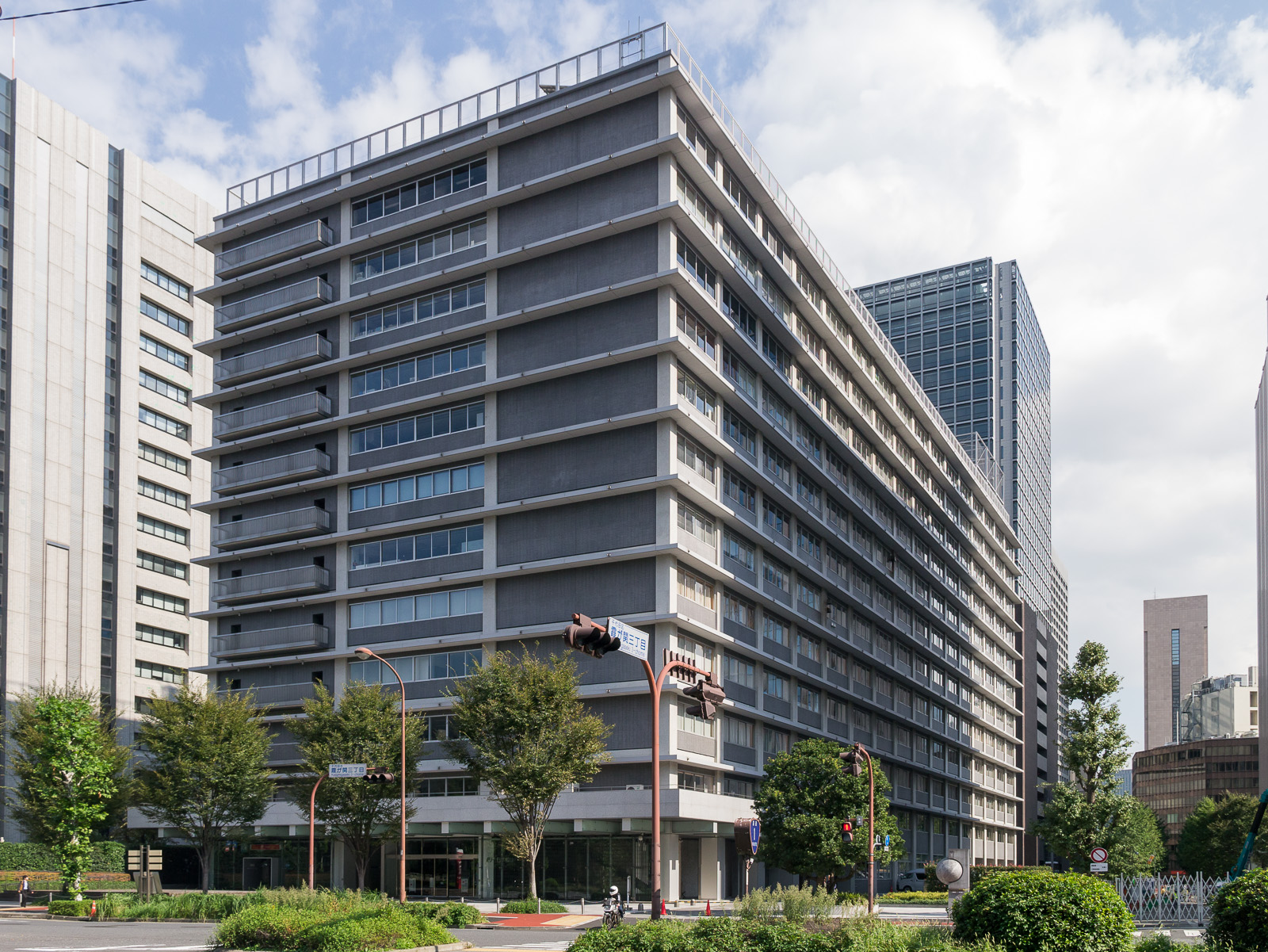
位於東京霞關的日本郵政大樓，為郵貯銀行總公司第一代所在地。
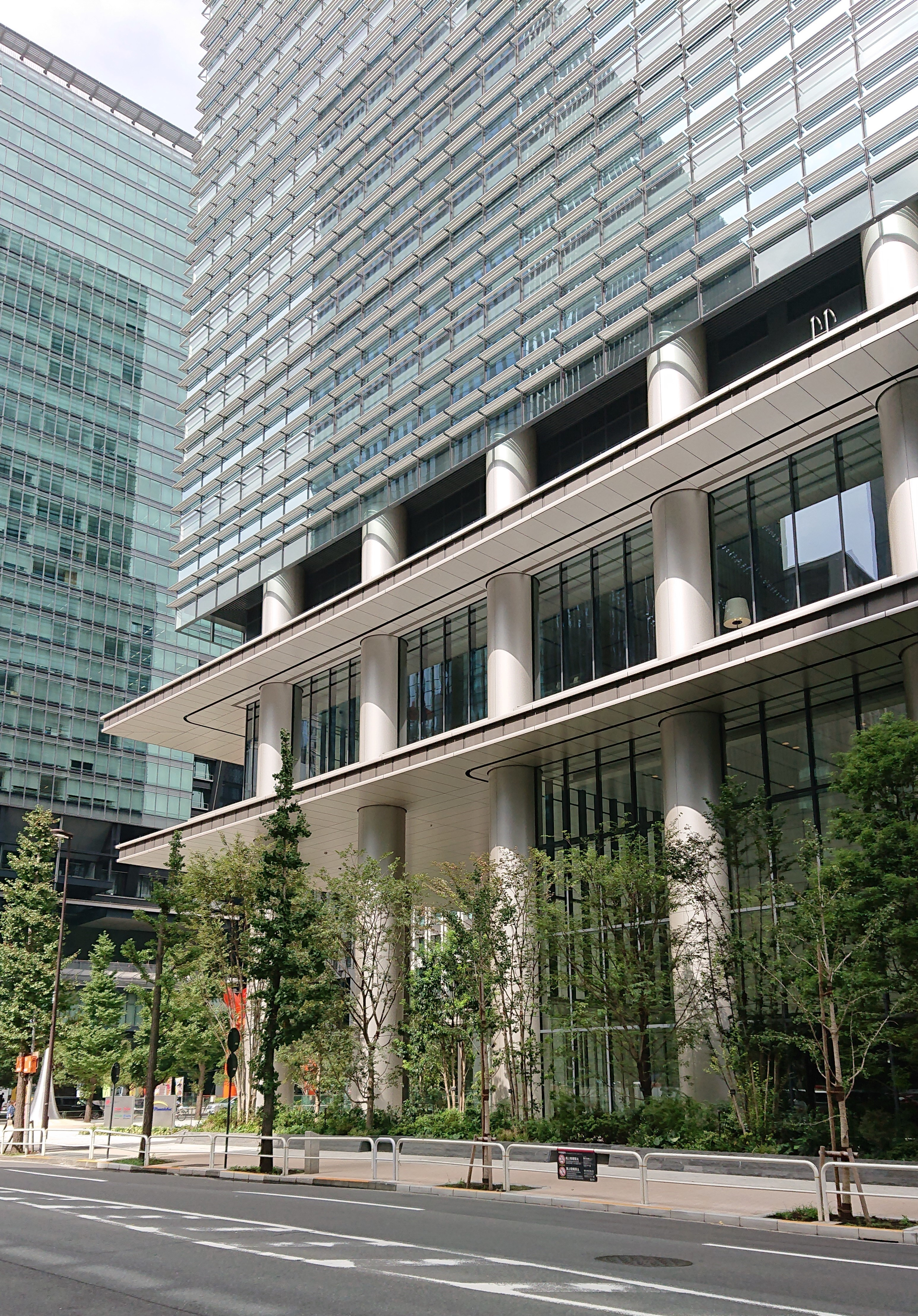
位於東京大手町的大手町PLACE（日语：大手町プレイス），為郵貯銀行總公司所在地。
位於東京站丸之內口前的JP塔，為郵貯銀行總行所在地。
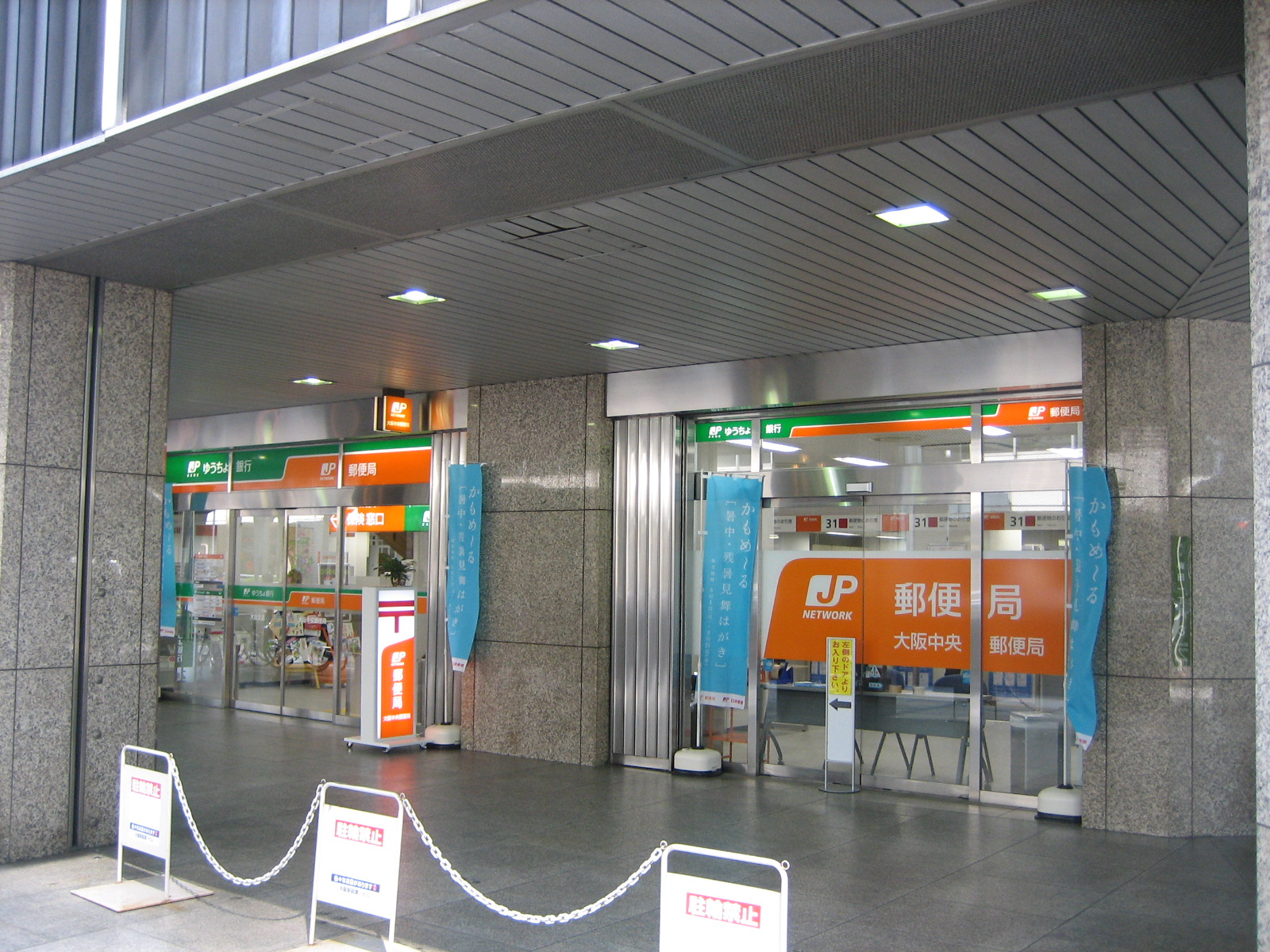
郵貯銀行的營業所多與郵局並設，如圖中的郵貯銀行大阪分行即設於大阪中央郵局（日语：大阪中央郵便局）之內。

## 外部連結
- 官方网站（页面存档备份，存于）（日語）（英文）